# Шарош-пе-Тирнаве
Шарош-пе-Тирнаве (рум. Șaroș pe Târnave) — село у повіті Сібіу в Румунії. Адміністративно підпорядковане місту Думбревень.
Село розташоване на відстані 231 км на північний захід від Бухареста, 56 км на північний схід від Сібіу, 96 км на південний схід від Клуж-Напоки, 102 км на північний захід від Брашова.

## Населення
За даними перепису населення 2002 року у селі проживали 1692 особи.
Національний склад населення села:
| Національність | Кількість осіб | Відсоток |
| -------------- | -------------- | -------- |
| румуни         | 1334           | 78,8%    |
| цигани         | 264            | 15,6%    |
| угорці         | 81             | 4,8%     |
| німці          | 13             | 0,8%     |

Рідною мовою назвали:
| Мова      | Кількість осіб | Відсоток |
| --------- | -------------- | -------- |
| румунська | 1413           | 83,5%    |
| циганська | 185            | 10,9%    |
| угорська  | 81             | 4,8%     |
| німецька  | 13             | 0,8%     |